# Projekt Nobska
Projekt Nobska — przeprowadzone w latach 1955−1956 amerykańskie studium, które miało określić zagrożenia ze strony radzieckiej floty podwodnej w latach 1960−1970 oraz zaproponować rozwiązania im przeciwdziałające. Kończący studium „Raport Nobska” wpłynął na rozwój amerykańskiej nuklearnej floty podwodnej w następnych dziesięcioleciach.
Marynarka amerykańska zdawała sobie sprawę ze słabnących możliwości dotychczasowych sił ZOP (zwalczania okrętów podwodnych) (Anti Submarine Warfare − ASW). W 1955 roku nowy szef operacji morskich (Chief of Naval Operations − CNO), admirał Arleigh Burke, zlecił Narodowej Akademii Nauk przeprowadzenie studium ASW, którego zadaniem miało być określenie zagrożeń ze strony radzieckiej floty podwodnej w latach 1960−1970 na bazie jej przewidywanego rozwoju. Panel naukowy i inżynieryjny powołany w tej sprawie, z udziałem naukowców, wojskowych i cywilnych laboratoriów badawczych, stoczni oraz marynarki rozpoczął prace, z przerwami, od roku 1955 w posiadłości Nobska w pobliżu Woods Hole w stanie Massachusetts. Wśród 73 członków panelu znaleźli się m.in.: laureat nagrody Nobla z dziedziny fizyki dr Isidor Rabi czy współtwórca amerykańskiej bomby wodorowej dr Edward Teller. Przygotowany w 1956 roku przez członków panelu „Raport Nobska” stanowił syntetyczne ujęcie rysujących się w perspektywie spodziewanego rozwoju floty radzieckiej zagrożeń oraz zestaw proponowanych środków zaradczych. Sam zaś kryzys zwalczania okrętów podwodnych zyskał wkrótce miano „Kryzysu Nobska”. Raport stwierdzał, że Związek Radziecki będzie potrzebował co najmniej pięciu lat na wprowadzenie do służby nowych broni. Zauważał, iż jakkolwiek dotychczasowa flota radziecka ma generalnie charakter defensywny − głównie z uwagi na nie najlepszą lokalizację baz − w latach 60. z całą pewnością nastąpi jej intensywny rozrost.

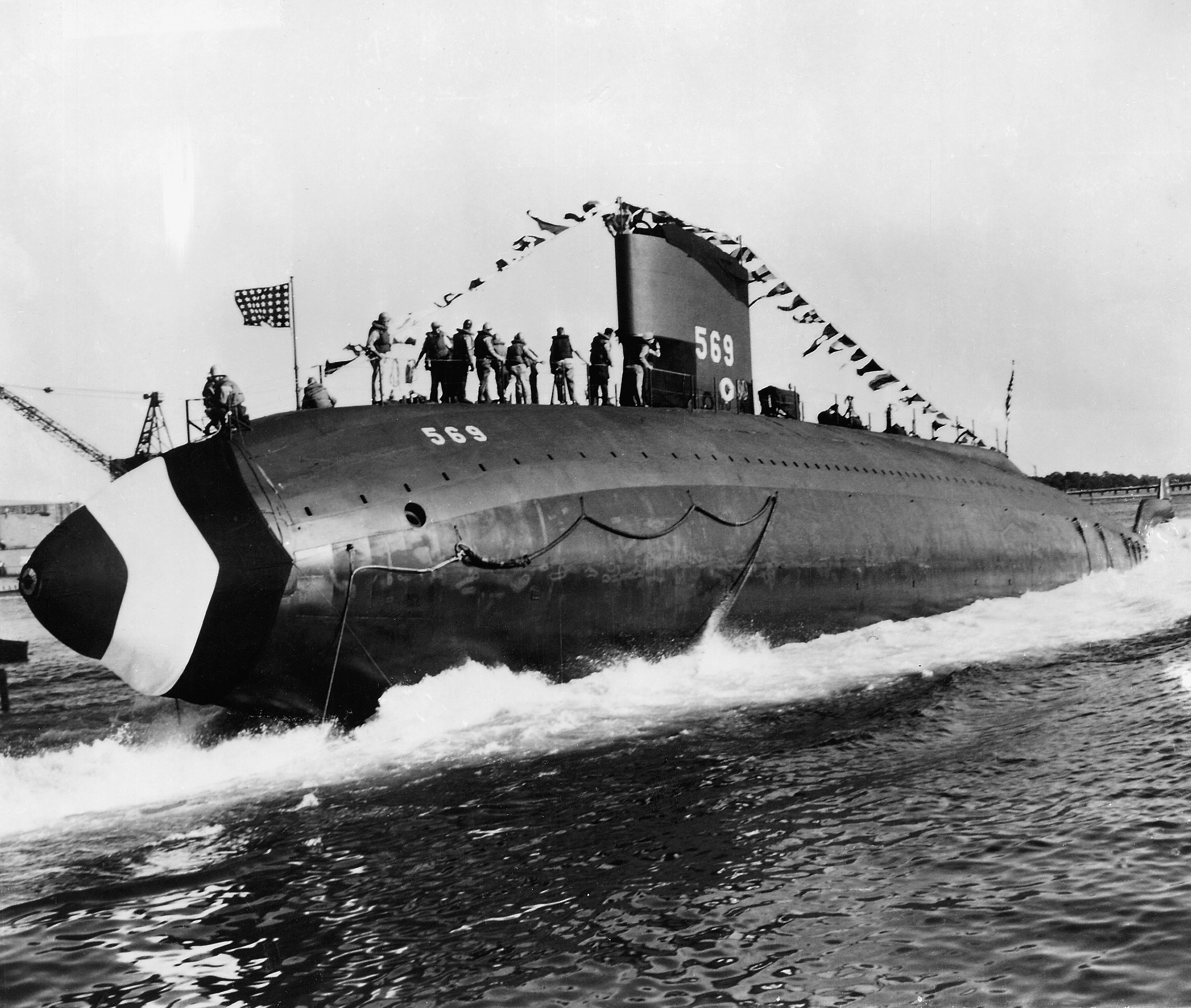
USS „Albacore” w trakcie wodowania − widoczny rewolucyjny w tamtym czasie kształt kadłuba

Autorzy raportu dowodzili, że Sowieci będą prawdopodobnie budować flotę złożoną z mieszanki drogich i hałaśliwych okrętów z napędem nuklearnym oraz tanich i cichszych okrętów podwodnych z napędem w cyklu zamkniętym. Uzbrojenie floty radzieckiej stanowić będą prawdopodobnie pociski rakietowe z głowicą nuklearną używane przeciwko okrętom, a także przeciwko amerykańskiemu wybrzeżu. W rzeczywistości ZSRR już w 1955 roku wprowadził do służby B-67 − pierwszy na świecie okręt podwodny przenoszący pociski balistyczne SLBM, o czym członkowie panelu Nobska − a prawdopodobnie także Office of Naval Inteligence (ONI) − nie wiedzieli. Problemy w przeciwdziałaniu operacjom radzieckiej floty podwodnej jawiły się tym większe, że nawet po ewentualnym wykryciu i zlokalizowaniu prawdopodobnie żadna z torped nie będzie w stanie naprowadzać się na okręt podwodny przy prędkości 45 węzłów, niezbędnej do zwalczania przyszłych radzieckich jednostek rozwijających prędkość 30 węzłów. Jedynym wobec tego rozwiązaniem wydawały się nuklearne ładunki ZOP przenoszone przez torpedy oraz zrzucane z samolotów. Materiały rozszczepialne były jednak wówczas bardzo cenne, toteż użycie ich dla celów ZOP nie było opłacalną perspektywą. Specjaliści w zakresie hydrodynamiki twierdzili jednak, że opracowanie konwencjonalnych torped, które byłyby zdolne do samonaprowadzania się przy prędkości 45 węzłów, jest realne, toteż podjęto prace w ramach programów RETORC (REsearch TORpedo Configuration) i RETORC II, które w późniejszym czasie doprowadziły do powstania współczesnych torped: lekkiej Mark 46 i ciężkiej Mark 48. Jako rozwiązanie tymczasowe rozpoczęto program rozwoju nuklearnej torpedy Mark 45 Astor. Prawdopodobnie dyskusja nad niewielką głowicą nuklearną o małej mocy dla torpedy zainspirowała Tellera do zaproponowania lekkiej głowicy strategicznej, będącej punktem wyjścia rozwoju głowic dla systemu rakietowego Polaris. Inną konkluzją raportu była teza, iż budowa dużej liczby okrętów podwodnych przenoszących pociski balistyczne z głowicami jądrowymi zmusi Związek Radziecki do wzmożenia wysiłków w zakresie zwalczania okrętów podwodnych, co zaangażuje jego siły podwodne w tym zakresie, a przez to zmniejszy możliwości ofensywne floty podwodnej − odciążając tym samym amerykański system ZOP. W każdym z wariantów rozwojowych przedstawionych przez raport szybkość i manewrowość okrętów jawiły się jako istotny czynnik wpływający na efektywność prowadzonych działań przeciwpodwodnych.
Osobną kwestią było spojrzenie członków panelu Nobska na rozwój amerykańskiej floty podwodnej w zakresie okrętów myśliwskich. Panel postrzegał konstrukcje „Nautilusa” oraz „Albacore” wyłącznie jako platformy, które służyć mają budowie przyszłych typów okrętów. Nie jest jednak jasne, jaki wpływ miał raport panelu na decyzje marynarki w tym względzie. Wkrótce po jego powstaniu marynarka opracowała raport ukazujący, że większość propozycji panelu już jest opracowywana bądź wdrażana pod różnymi postaciami. Z drugiej jednak strony raport panelu Nobska stanowił unikalny zintegrowany obraz ówczesnego systemu ZOP wraz z propozycjami optymalnych rozwiązań na przyszłość.

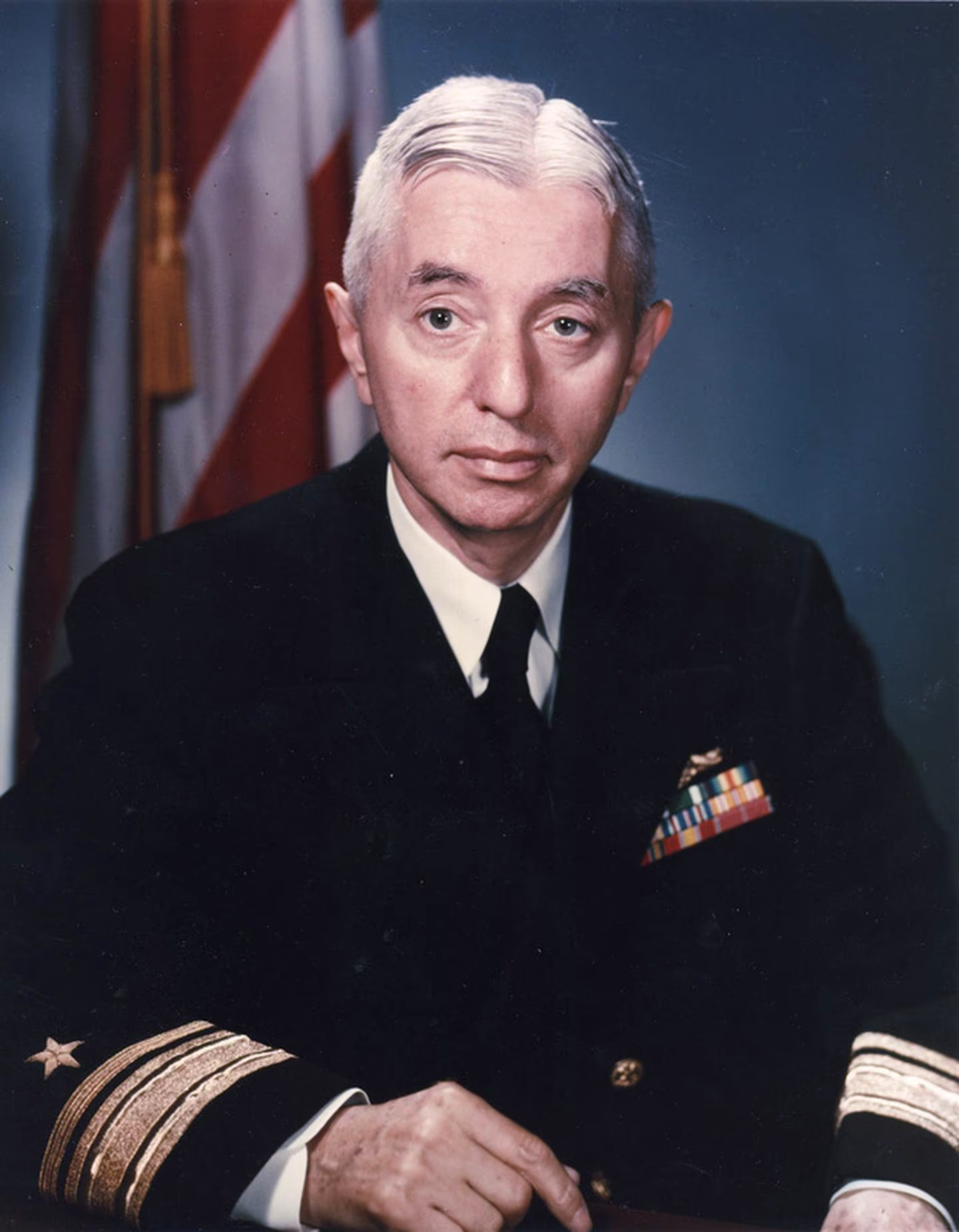
Hyman Rickover w stopniu kontradmirała

W czasie prac w Nobska dobrze rozwijał się zarządzany przez późniejszego admirała Hymana Rickovera program napędu jądrowego. Siłownie stosowane w „Nautilusie”, USS „Seawolf” oraz w jednostkach typu Skate, wyposażone były we wczesne reaktory S2W, S2G (LMFR), S3W i S4W. Jednakże już w tym samym czasie trwały intensywne prace nad pierwszą technologicznie dojrzałą konstrukcją reaktora, oznaczonego jako S5W, wyposażonego w rdzeń stanowiący kulminację rozwoju pierwszej generacji amerykańskich reaktorów napędowych. Wprawdzie późniejsze reaktory tego typu, instalowane w jednostkach typu Thresher i następnych, zapewniały możliwość dwukrotnie dłuższej pracy bez wymiany rdzenia, jednakże S5W z początkową wersją rdzenia zapewniał możliwość nieprzerwanej pracy przez 5500 godzin, co było wartością kilkukrotnie wyższą od możliwości w tym zakresie dotychczas stosowanych reaktorów. Reaktor S5W przez następne dziesięciolecia dowiódł zarówno poprawności założeń, jak i swojej bardzo dobrej konstrukcji. W latach pięćdziesiątych natomiast stał się atrakcyjną opcją napędu dla przyszłych szybkich okrętów podwodnych.
O pozyskanie technologii tego reaktora starała się brytyjska marynarka wojenna, która wykorzystała ją przy budowie swojego pierwszego okrętu z napędem atomowym HMS „Dreadnought, a także Holenderska Królewska Marynarka Wojenna. Zainteresowana nabyciem całego okrętu napędzanego tym reaktorem była nawet kanadyjska marynarka wojenna. W tych dwóch ostatnich przypadkach na przeszkodzie zakupom stanęła zmiana stanowiska Hymana Rickovera i całego dowództwa technicznego US Navy w kwestii konieczności zachowania tajemnicy w zakresie technologii nuklearnych. Hyman Rickover uważał bowiem dotychczas, że nie jest możliwe utrzymanie tajemnicy w tym zakresie. Poglądy Rickovera uległy jednak zmianie po jego wizycie na pokładzie radzieckiego lodołamacza „Lenin” − szczegóły budowy jego siłowni jądrowej bowiem przeraziły go. Uważał odtąd, że warto utrzymywać technologie napędu jądrowego w ścisłej tajemnicy.
W listopadzie 1954 roku Biuro Okrętów US Navy (Bureau of Ships − BuShips) opracowało zestaw opcji nowych okrętów myśliwskich opartych na konstrukcji USS „Albacore”. Stocznia Electric Boat przygotowała projekt następcy okrętów typu Tang, USS „Darter”. W tym samym czasie Portsmouth Naval Shipyard, która skonstruowała i zbudowała USS „Albacore”, zaproponowała jego bojowy wariant, którego projekt został zaakceptowany przez BuShips, co pozwoliło stoczni przystąpić do budowy USS „Barbel”. Okręt ten, zachowując cechy kadłuba „Albacore”, był od niego znacząco większy, napędzany zaś był trzema silnikami Diesla oraz dwoma relatywnie niewielkimi silnikami elektrycznymi. Budowa „Dartera” została ukończona w 1956 roku, zaś „Barbela” w roku 1959, jednakże już w roku 1956 admirał Arleigh Burke podjął decyzję, iż wszystkie budowane w przyszłości bojowe okręty podwodne będą miały napęd jądrowy. Pierwszymi seryjnie budowanymi okrętami z napędem jądrowym były jednostki typu Skate. Wyposażono je co prawda w siłownie z reaktorami S3W oraz S4W, jednakże w swej ogólnej koncepcji były to okręty tkwiące w epoce II wojny światowej. De facto były to dwuśrubowe nuklearne odpowiedniki swoich poprzedników. Na domiar złego, żadna z dotychczasowych konstrukcji podwodnych nie osiągała prędkości, jakich amerykańska marynarka oczekiwała w tym czasie. Wobec takiej sytuacji, w sierpniu 1955 roku, admirał Burke − nowy CNO − formalnie zdecydował o podwyższeniu prędkości wymaganej od nowych okrętów z napędem nuklearnym powyżej prędkości maksymalnej ustalonej dla „Nautilusa” (i nigdy przez niego nie osiągniętej). 13 września 1955 Burke dokonał rewizji ustalonych charakterystyk okrętów przewidzianych w planie budowy na rok budżetowy 1957. W efekcie zdecydował, że dwa okręty, których finansowanie budowy przewidziane jest na rok budżetowy 1956, będą kolejnymi okrętami typu Skate, jednak trzecia jednostka zostanie przeprojektowana i skierowana do budowy w roku 1957 jako okręt prototypowy nowego typu. Według tych założeń nowy okręt miał mieć większą średnicę, zwiększoną prędkość i nieco powiększone wymiary. W międzyczasie Biuro Okrętów oraz stocznia Electric Boat zaczęły zmierzać w kierunku konstrukcji okrętu stanowiącego połączenie napędu atomowego z kadłubem typu albacore. W październiku 1955 roku, sześć tygodni po złożeniu w Portsmouth zamówienia na „Barbel”, Electric Boat otrzymała od marynarki kontrakt na budowę USS „Skipjack”. Projekt wstępny nowego okrętu został zaakceptowany 1 marca 1956 roku, zaś kontrakt główny zawarty został 11 czerwca. W jego efekcie powstał projekt okrętu łączącego w sobie dotychczasowe osiągnięcia dwóch największych pól badawczych amerykańskiej marynarki w zakresie okrętownictwa − sfery badań nad napędem jądrowym oraz badań w zakresie hydrodynamiki obiektów zanurzonych w wodzie, oznaczony jako SCB-154.